# Miss Roraima
Miss Roraima trata-se de uma competição estadual realizada anualmente que escolhe a representante do Estado ao Miss Brasil, válido para o Miss Universo. Sua primeira e melhor classificação, dentre mais de cinquenta (50) anos de concurso, foi obtida em 1996, quando Aline Menezes ficou em segundo lugar e somente em 2019 - quatorze anos depois - o estado obteve sua terceira classificação com o Top 15 de Natali Vitória. Até então, o Estado nunca conseguiu o feito máximo de obter a coroa para a região norte, cuja coordenação está à cargo da organização do Miss Universe Brasil.

## Histórico

### Tabela de Classificação
Abaixo a performance das roraimenses no Miss Brasil.
| Posição       | Performance |
| ------------- | ----------- |
| Miss Brasil   |             |
| 2º. Lugar     | 1           |
| 3º. Lugar     |             |
| 4º. Lugar     | 1           |
| 5º. Lugar     |             |
| Semifinalista | 3           |
| Total         | 5           |

### Prêmio Especial
- Miss Fotogenia: Janayna Chaves (1995)
- Melhor Traje Típico: Janaína Coelho (1997)

### Galeria das vencedoras

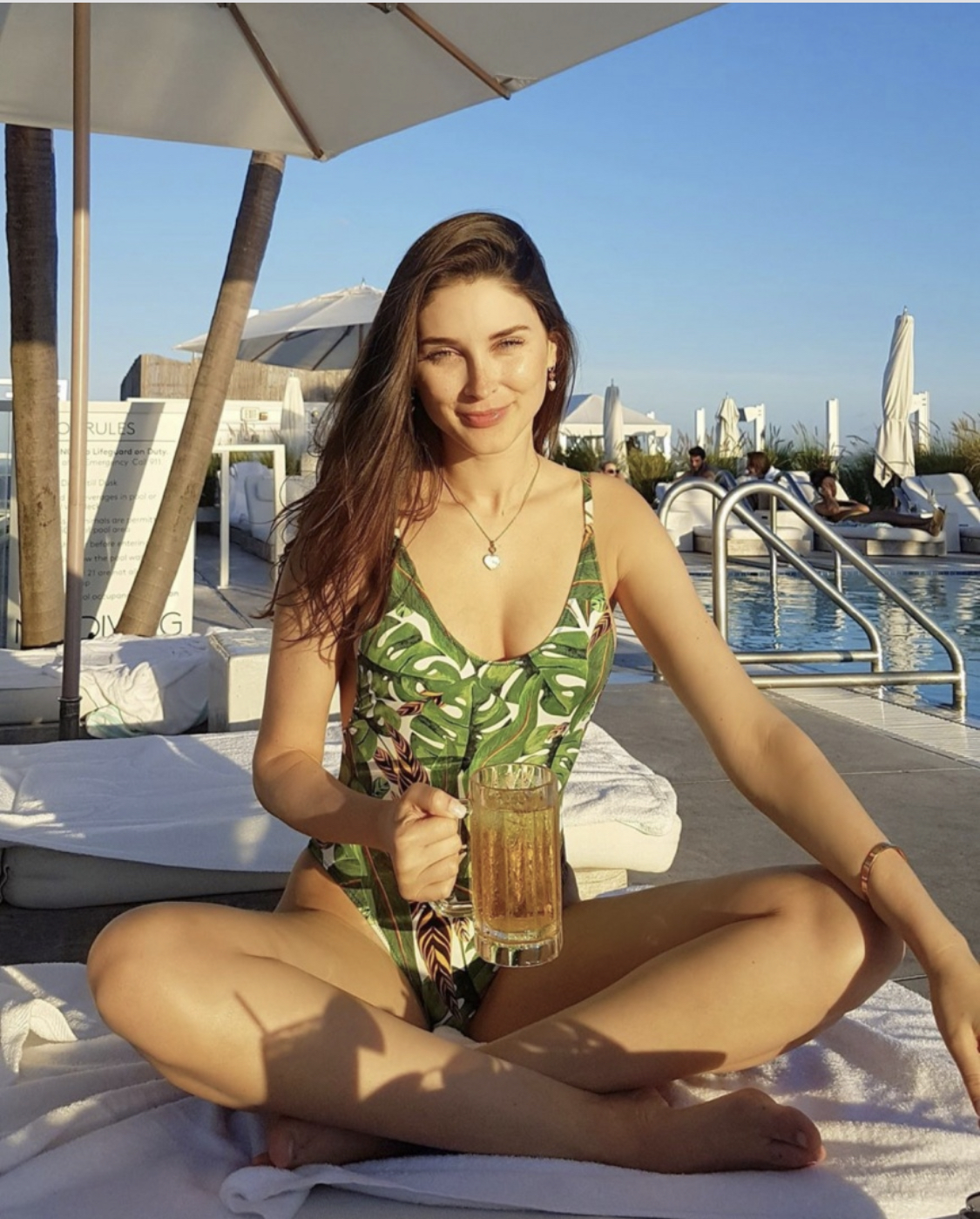
Bianca Matte, Miss Roraima 2013

## História
Apesar de não ter um bom histórico em classificações e nem de vitórias na disputa nacional, Roraima possui história e tradição em escolher suas misses ao título de Miss Brasil. A primeira à carregar a faixa foi Fernanda Pinheiro de Paula, que recebeu o título de "Miss Território de Rio Branco" visto que o Estado ainda não recebia seu nome atual. Apesar de cearense de nascimento, residir no bairro de Laranjeiras (RJ)  e ter participado do Miss Ceará 1959, ela representou muito bem o futuro Estado no certame. Depois de sua participação, o Estado ficou um tempo sem enviar candidatas.
Até chegar à primeira candidata nascida em Roraima, carregaram o título de Miss: a amazonense (2ª colocada do Miss Amazonas 1965) Ana Collyer, a carioca Vilma Greco (representante do Clube Municipal na disputa pelo título de Miss Guanabara 1967), a sul-matogrossense Mariza Velho (nascida em Campo Grande e na época, residente em Niterói)  e a catarinense (e quinta colocada no Miss Santa Catarina 1968) Ângela Martins. Os roraimenses só foram assistir uma miss de sua terra em 1971, quando Joana Vita Moraes de Souza (Rainha da 7ª Exposição Agropecuária de Roraima em 1967), nascida em Boa Vista representaria o Estado mais tarde no Miss Brasil 1971 realizado no Rio de Janeiro.
Em 1972, houve concurso para eleição da sucessora de Joana Vita. Organizado por Hiran Paracat foi eleita Dacilda Lobato do Roraima Atlético Clube, deixando na segunda colocação Suely Souza e em terceiro Marylúcia Azevêdo. Participaram na ocasião, sete (7) clubes importantes da região. No ano seguinte, em 1973, foi a vez do Iate Clube de Roraima eleger sua miss, Elaine Mary se sobressaiu das demais concorrentes, deixando na segunda colocação Damiana Rocha e em terceiro, Ceisther Miranda (que no ano seguinte, foi eleita Rainha do Lions Clube de Roraima e foi aclamada miss do seu Estado).
Maria de Jesus Magalhães Rodrigues foi aclamada miss de Roraima na boate Beira-Rio, em um baile oficial preparado pela própria Prefeitura de Boa Vista. A cerimônia contou com a participação do governador do Estado na época, Sr. Fernando Ramos Pereira, Secretários de Estado, grande número de autoridades, jornalistas e grande massa de populares. Também houve concurso em 1977, mas pouco se sabe sobre os clubes participantes e candidatas inscritas, o amazonense Jornal do Comércio fez uma ampla entrevista com Zara Xirly, vencedora da competição representando o Iate Clube, que é nascida no Estado e na época, era radialista (formada) atuante na Rádio Difusora de Roraima.
Escritora, Consuelo Duarte de Oliveira nasceu no Estado e foi candidata pelo Iate Clube de Boa Vista em 1978, concurso coordenado por Ana Maria Silva de Souza. Em reportagem ao Jornal do Comércio do Amazonas, intitulou a roraimense como "jovem culta e bonita com personalidade simples". Após sua participação no Miss Brasil 1978, Consuelo ganhou um contrato na TV Brasília para fazer um programa infantil, na época denominado "Tia Consuelo". Em 1979 o concurso batia um recorde de candidatas, um total de 8 (oito), além da participação da cantora Vanusa na competição estadual. Com coordenação de Luiza Carmen Brasil Bueno, a vencedora foi Nássara Dias Fraxe do Iate Clube de Roraima; Participaram também: Claudete Beatriz Monauer (Baré Esporte Clube - 2º. Lugar), Ineide Teixeira da Silva (River Esporte Clube - 3º. Lugar), Verônica Marques de Almeida (Unidade Integrada Monteiro Lobato), Joélia Lima Rodrigues (Atlético Rio Negro Clube), Gládis Cristina Oliveira do Nascimento (Sindicato dos Pecuaristas), Edleide Souza Pereira (Mucajaí) e Maria Helena da Silva (Caracaraí, eleita "Miss Simpatia").
Já dos anos 80 pouco se tem registro das vencedoras, sabe-se que em 1980 houve concurso estadual. Entretanto, de todas dessa época, Silvia Coelho, Rita Magalhães, Cleneide Nascimento, Elisa Magalhães (é prima de Érika Magalhães, Miss de 2006, ambas de famílias tradicionais de Boa Vista, porém Érika nasceu em Manaus) e Alcinéia Florentina são naturais da capital. Apesar também da pouca informação, nos anos 90, as misses que nasceram no Estado foram Milena Lago, Janayna Chaves e a Vice-Miss Brasil 1996 Aline Menezes, todas nascidas e/ou residentes de Boa Vista.
A segunda classificação de Roraima no Miss Brasil veio em 2004, com Catarina Guerra, ao ficar em 4º. Lugar e garantir seu passaporte para a Bolívia, na disputa do Rainha Hispano Americana onde repetiu o 4º. Lugar. 14 anos depois a estudante de medicina veterinária e primeira negra afrodescendente a ser eleita Miss Roraima Natali Vitória quebrou o amargo jejum conseguindo colocar o estado no Top15 do Miss Brasil 2019 trazendo a terceira classificação para Roraima. Todas as misses dessa época, com exceção das representantes de 2003, 2006, 2008, 2014, 2016 e 2017 são nascidas no Estado. Nel Anne Rodrigues, coordenadora do evento até o início de 2017, foi a representante de Roraima em 2011 é a filha da ex-coordenadora do certame, Jô Rodrigues. Não é tradicional no Estado realizar concurso, mas por um breve período, entre 2013 e 2015, no ano de 2016 Iane Cardoso foi aclamada, voltando a ser realizado em 2017, as misses foram eleitas por concurso onde a jornalista de 25 anos Nathália Paiva Lago foi eleita a representante do estado.

## Hoje em Dia
Alguns dados de misses que marcaram a história do Estado:
- Joana Vita (1971) é formada em Comunicação Social pela Federal do Amazonas. Casou com um francês e tem 2 filhos, hoje reside em Manaus.
- Sílvia Macêdo (1983) é formada em História pela UFRR e exerce suas atividades no cerimonial da Assembleia Legislativa do Estado.
- Sua sucessora, Miss de 1984, Rita de Cássia Magalhães é Bacharel em Direito e está à frente do Tabelionato Deusdete Coelho, em Boa Vista.
- Casada e residindo no Rio de Janeiro, Janayna Chaves já foi assessora do casal de atores Rodrigo Hilbert e Fernanda Lima.
- A Vice-Miss Brasil 1996 Aline Menezes foi Miss América Latina em 1998. Ela é casada com o Deputado Estadual Coronel Chagas e tem 2 filhas.
- Janaína Coelho (1996) é formada em Economia e Pedagodia, é professora no Instituto Embelleze e tem um salão de beleza com sua irmã.
- Filha do Deputado Federal Berinho Bantim, Rossiany Bantim foi Miss Roraima 2000. Atualmente é médica e mora no Rio de Janeiro.
- Em 2001 foi a vez de Anna Carolina de Paula representar seu Estado. Hoje vive em Brasília ao lado da filha Luíza, de 8 anos.
- Eleita em concurso realizado no Iate Clube de Boa Vista, em 2002, Mayara Rodrigues é professora de fitness e personal trainer.
- Dona do título de 2006, Érika Magalhães é prima da também Miss Roraima de 1988 - Elisa Magalhães - e é formada em Direito.
- Em 2008 a bacharel em Direito, Emmylie Cruz teve o direito de representar seu Estado. Hoje é fotógrafa.

## Vencedoras
A candidata tornou-se Miss Brasil.
     A candidata parou entre as finalistas.
     A candidata parou entre as semifinalistas.
| Ano  | Participação                                                     | Vencedoras                                                       | Representação                                                    | Colocação                                                        | Ref.                                                             |
| ---- | ---------------------------------------------------------------- | ---------------------------------------------------------------- | ---------------------------------------------------------------- | ---------------------------------------------------------------- | ---------------------------------------------------------------- |
| 2025 | O Estado não enviou candidata para a disputa deste ano.          | O Estado não enviou candidata para a disputa deste ano.          | O Estado não enviou candidata para a disputa deste ano.          | O Estado não enviou candidata para a disputa deste ano.          | O Estado não enviou candidata para a disputa deste ano.          |
| 2024 | 54ª                                                              | Karolayne Souza Falcão                                           | Amajari                                                          |                                                                  | [ 9 ]                                                            |
| 2023 | 53ª                                                              | Manoela Figueira Salcides                                        | Boa Vista                                                        |                                                                  | [ 10 ]                                                           |
| 2022 | 52ª                                                              | Kalyana Machado Barros                                           | Caracaraí                                                        | Semifinalista (Top 16)                                           | [ 11 ]                                                           |
| 2021 | 51ª                                                              | Jéssica Pereira Barros                                           | Amajari                                                          | Semifinalista (Top 10)                                           | [ 12 ]                                                           |
| 2020 | A Miss Brasil foi indicada, portanto não houve disputa nacional. | A Miss Brasil foi indicada, portanto não houve disputa nacional. | A Miss Brasil foi indicada, portanto não houve disputa nacional. | A Miss Brasil foi indicada, portanto não houve disputa nacional. | A Miss Brasil foi indicada, portanto não houve disputa nacional. |
| 2019 | 50ª                                                              | Natali Vitória Lima da Silva                                     | Pacaraima                                                        | Semifinalista (Top 15)                                           | [ 13 ]                                                           |
| 2018 | 49ª                                                              | Marina Pimentel Ferreira                                         | Boa Vista                                                        |                                                                  | [ 14 ]                                                           |
| 2017 | 48ª                                                              | Nathália Paiva Lago                                              | Caracaraí                                                        |                                                                  | [ 15 ]                                                           |
| 2016 | 47ª                                                              | Iane Rodrigues Cardoso                                           | Boa Vista                                                        |                                                                  | [ 16 ]                                                           |
| 2015 | 46ª                                                              | Melina Melo Gomes                                                | Boa Vista                                                        |                                                                  | [ 17 ]                                                           |
| 2014 | 45ª                                                              | Marina Gabriele Pasqualotto                                      | Boa Vista                                                        |                                                                  | [ 18 ]                                                           |
| 2013 | 44ª                                                              | Lillian Bianca Matte Patricio                                    | Boa Vista                                                        |                                                                  | [ 19 ]                                                           |
| 2012 | 43ª                                                              | Karoline Rodrigues da Silva                                      | Boa Vista                                                        |                                                                  | [ 20 ]                                                           |
| 2011 | 42ª                                                              | Nel Anne Rodrigues de Sousa                                      | Boa Vista                                                        |                                                                  | [ 21 ]                                                           |
| 2010 | 41ª                                                              | Moara Barbosa de Albuquerque                                     | Boa Vista                                                        |                                                                  | [ 22 ]                                                           |
| 2009 | 40ª                                                              | Ana Luiza de Oliveira Pinto                                      | Boa Vista                                                        |                                                                  | [ 23 ]                                                           |
| 2008 | 39ª                                                              | Emmylie Daniele Muniz Cruz                                       | Boa Vista                                                        |                                                                  | [ 24 ]                                                           |
| 2007 | 38ª                                                              | Monnya Raquel Bezerra Leite                                      | Boa Vista                                                        |                                                                  | [ 25 ]                                                           |
| 2006 | 37ª                                                              | Érika Vasconcelos Magalhães                                      | Boa Vista                                                        |                                                                  | [ 26 ]                                                           |
| 2005 | 36ª                                                              | Taynná de Melo Batista                                           | Boa Vista                                                        |                                                                  | [ 27 ]                                                           |
| 2004 | 35ª                                                              | Catarina de Lima Guerra                                          | Boa Vista                                                        | 4º. Lugar                                                        | [ 28 ]                                                           |
| 2003 | 34ª                                                              | Karla Patrícia Grizotti                                          | Boa Vista                                                        |                                                                  | —                                                                |
| 2002 | 33ª                                                              | Mayara Rodrigues                                                 | Boa Vista                                                        |                                                                  | —                                                                |
| 2001 | 32ª                                                              | Carolina de Paula                                                | Boa Vista                                                        |                                                                  | —                                                                |
| 2000 | 31ª                                                              | Rossiany Bantim                                                  | Boa Vista                                                        |                                                                  | —                                                                |
| 1999 | 30ª                                                              | Thelma Araújo                                                    | Boa Vista                                                        |                                                                  | —                                                                |
| 1998 | 29ª                                                              | Juliana Minotto                                                  | Boa Vista                                                        |                                                                  | [ 29 ]                                                           |
| 1997 | 28ª                                                              | Janaína Coelho                                                   | Boa Vista                                                        |                                                                  | [ 29 ]                                                           |
| 1996 | 27ª                                                              | Aline Menezes                                                    | Boa Vista                                                        | 2º. Lugar                                                        | [ 30 ]                                                           |
| 1995 | 26ª                                                              | Janayna Chaves                                                   | Boa Vista                                                        |                                                                  | [ 31 ]                                                           |
| 1994 | 25ª                                                              | Milena Lago                                                      | Boa Vista                                                        |                                                                  | [ 32 ]                                                           |
| 1993 | A Miss Brasil foi indicada, portanto não houve disputa.          | A Miss Brasil foi indicada, portanto não houve disputa.          | A Miss Brasil foi indicada, portanto não houve disputa.          | A Miss Brasil foi indicada, portanto não houve disputa.          | A Miss Brasil foi indicada, portanto não houve disputa.          |
| 1992 | 24ª                                                              | Kitty Siqueira                                                   | Organização Miss Brasil c                                        |                                                                  | [ 33 ]                                                           |
| 1991 | O Estado não enviou candidata ao Miss Brasil 1991.               | O Estado não enviou candidata ao Miss Brasil 1991.               | O Estado não enviou candidata ao Miss Brasil 1991.               | O Estado não enviou candidata ao Miss Brasil 1991.               | O Estado não enviou candidata ao Miss Brasil 1991.               |
| 1990 | Não houve disputa nacional de Miss Brasil em 1990.               | Não houve disputa nacional de Miss Brasil em 1990.               | Não houve disputa nacional de Miss Brasil em 1990.               | Não houve disputa nacional de Miss Brasil em 1990.               | Não houve disputa nacional de Miss Brasil em 1990.               |
| 1989 | 23ª                                                              | Alcinéia Arruda                                                  |                                                                  |                                                                  | —                                                                |
| 1988 | 22ª                                                              | Eliza Magalhães                                                  |                                                                  |                                                                  | —                                                                |
| 1987 | 21ª                                                              | Cleneide Nascimento                                              | Ass. dos Fun. da Telaima                                         |                                                                  | [ 34 ]                                                           |
| 1986 | 20ª                                                              | Mirna Rodrigues da Silva                                         | Caracaraí                                                        |                                                                  | [ 35 ]                                                           |
| 1985 | 19ª                                                              | Nanete Simone Neuhaus                                            |                                                                  |                                                                  | [ 36 ]                                                           |
| 1984 | 18ª                                                              | Rita de Cássia Magalhães                                         | Ass. Atlética Banco de Roraima                                   |                                                                  | [ 37 ]                                                           |
| 1983 | 17ª                                                              | Sílvia Macêdo Coelho                                             |                                                                  |                                                                  | [ 38 ]                                                           |
| 1982 | 16ª                                                              | Madalena Gomes                                                   |                                                                  |                                                                  | —                                                                |
| 1981 | 15ª                                                              | Neusa Maria Paiva                                                |                                                                  |                                                                  | —                                                                |
| 1980 | 14ª                                                              | Neuza Maria Mayer                                                |                                                                  |                                                                  | —                                                                |
| 1979 | 13ª                                                              | Nássara Dias Fraxe                                               | Iate Clube de Boa Vista                                          |                                                                  | [ 39 ]                                                           |
| 1978 | 12ª                                                              | Consuelo Duarte Oliveira                                         | Iate Clube de Boa Vista                                          |                                                                  | [ 40 ]                                                           |
| 1977 | 11ª                                                              | Zara Xirly Lima Tavares                                          | Iate Clube de Boa Vista                                          |                                                                  | [ 41 ]                                                           |
| 1976 | O Estado não enviou candidata ao Miss Brasil 1976.               | O Estado não enviou candidata ao Miss Brasil 1976.               | O Estado não enviou candidata ao Miss Brasil 1976.               | O Estado não enviou candidata ao Miss Brasil 1976.               | O Estado não enviou candidata ao Miss Brasil 1976.               |
| 1975 | 10ª                                                              | Maria de Jesus Magalhães                                         | Boa Vista                                                        |                                                                  | [ 42 ]                                                           |
| 1974 | 9ª                                                               | Ceisther Pereira de Miranda                                      | Lions Clube                                                      |                                                                  | [ 43 ]                                                           |
| 1973 | 8ª                                                               | Elaine Mary de Lima                                              | Iate Clube de Boa Vista                                          |                                                                  | [ 44 ]                                                           |
| 1972 | 7ª                                                               | Dacilda Amora Lobato                                             | Roraima Atlético Clube                                           |                                                                  | [ 45 ]                                                           |
| 1971 | 6ª                                                               | Joana Vita de Souza                                              | Baré Esporte Clube b                                             |                                                                  | [ 46 ]                                                           |
| 1970 | O Estado não enviou candidata ao Miss Brasil destes anos.        | O Estado não enviou candidata ao Miss Brasil destes anos.        | O Estado não enviou candidata ao Miss Brasil destes anos.        | O Estado não enviou candidata ao Miss Brasil destes anos.        | O Estado não enviou candidata ao Miss Brasil destes anos.        |
| 1969 | O Estado não enviou candidata ao Miss Brasil destes anos.        | O Estado não enviou candidata ao Miss Brasil destes anos.        | O Estado não enviou candidata ao Miss Brasil destes anos.        | O Estado não enviou candidata ao Miss Brasil destes anos.        | O Estado não enviou candidata ao Miss Brasil destes anos.        |
| 1968 | 5ª                                                               | Ângela Maria Martins                                             | Diários Associados a                                             |                                                                  | [ 47 ]                                                           |
| 1967 | 4ª                                                               | Mariza da Costa Velho                                            | Diários Associados a                                             |                                                                  | [ 48 ]                                                           |
| 1966 | 3ª                                                               | Vilma Greco Chapuis                                              | Diários Associados a                                             |                                                                  | [ 49 ]                                                           |
| 1965 | 2ª                                                               | Ana Maria Rocha Collyer                                          | Diários Associados a                                             |                                                                  | [ 50 ]                                                           |
| 1964 | O Estado não enviou candidata ao Miss Brasil destes anos.        | O Estado não enviou candidata ao Miss Brasil destes anos.        | O Estado não enviou candidata ao Miss Brasil destes anos.        | O Estado não enviou candidata ao Miss Brasil destes anos.        | O Estado não enviou candidata ao Miss Brasil destes anos.        |
| 1963 | O Estado não enviou candidata ao Miss Brasil destes anos.        | O Estado não enviou candidata ao Miss Brasil destes anos.        | O Estado não enviou candidata ao Miss Brasil destes anos.        | O Estado não enviou candidata ao Miss Brasil destes anos.        | O Estado não enviou candidata ao Miss Brasil destes anos.        |
| 1962 | O Estado não enviou candidata ao Miss Brasil destes anos.        | O Estado não enviou candidata ao Miss Brasil destes anos.        | O Estado não enviou candidata ao Miss Brasil destes anos.        | O Estado não enviou candidata ao Miss Brasil destes anos.        | O Estado não enviou candidata ao Miss Brasil destes anos.        |
| 1961 | O Estado não enviou candidata ao Miss Brasil destes anos.        | O Estado não enviou candidata ao Miss Brasil destes anos.        | O Estado não enviou candidata ao Miss Brasil destes anos.        | O Estado não enviou candidata ao Miss Brasil destes anos.        | O Estado não enviou candidata ao Miss Brasil destes anos.        |
| 1960 | O Estado não enviou candidata ao Miss Brasil destes anos.        | O Estado não enviou candidata ao Miss Brasil destes anos.        | O Estado não enviou candidata ao Miss Brasil destes anos.        | O Estado não enviou candidata ao Miss Brasil destes anos.        | O Estado não enviou candidata ao Miss Brasil destes anos.        |
| 1959 | 1ª                                                               | Fernanda Pinheiro de Paula                                       | Território de Rio Branco                                         |                                                                  | [ 51 ]                                                           |